# Oinophila xanthorrhabda
Oinophila xanthorrhabda är en fjärilsart som beskrevs av Edward Meyrick 1915. Oinophila xanthorrhabda ingår i släktet Oinophila och familjen äkta malar. Inga underarter finns listade i Catalogue of Life.